# 波西亞 (阿肯色州)
波西亞（英語：Portia）是一個位於美國阿肯色州勞倫斯縣的城鎮。

## 地理
波西亞的座標為36°05′07″N 91°04′06″W / 36.08528°N 91.06833°W，而該地的平均海拔高度為79米（即259英尺）。

## 人口
根據2020年美國人口普查的數據，波西亞的面積為3.35平方千米，皆為陸地。當地共有人口424人，而人口密度為每平方千米126人。